# Косьценевиче
Косьценевиче (пол. Kościeniewicze) — деревня в Бяльском повете Люблинского воеводства Польши. Входит в состав гмины Пищац. Находится примерно в 16 км к юго-востоку от центра города Бяла-Подляска. По данным переписи 2011 года, в деревне проживало 352 человека, шестое место по величине среди населённых пунктов гмины Пищац. Через деревню протекает река Лютня.

## История
В 1809—1954 годах деревня была центром гмины Косьценевиче. В 1930 году в селе образован римско-католический приход во имя Пресвятой Богородицы, Королевы Польский. Функции приходской церкви исполняла бывшая униатская церковь XVII века, впоследствии преобразованная в православную. В деревне также есть приходское кладбище.
В 1975—1998 годах деревня входила в состав Бяльскоподляского воеводства.

## Население
Демографическая структура по состоянию на 31 марта 2011 года:
|         | Всего | До трудоспособного возраста | Трудоспособного возраста | Старше трудоспособного возраста |
| ------- | ----- | --------------------------- | ------------------------ | ------------------------------- |
| Мужчины | 168   | 27                          | 109                      | 32                              |
| Женщины | 184   | 46                          | 86                       | 52                              |
| Всего   | 352   | 73                          | 195                      | 84                              |